# Runter mit den Spendierhosen, Unsichtbarer!
Runter mit den Spendierhosen, Unsichtbarer! è un album studio dei Die Ärzte, pubblicato nel 2000.

## Tracce
1. Wie es geht – 3:58
2. Geld – 3:44
3. Gib mir Zeit – 2:08
4. Dir – 3:39
5. Mondo Bondage – 3:01
6. Onprangering – 3:53
7. Leichenhalle – 3:51
8. Der Optimist – 2:36
9. Alles so einfach – 4:25
10. N 48.3 – 2:51
11. Manchmal haben Frauen... – 4:13
12. Las Vegas – 1:49
13. Yoko Ono – 0:30
14. Rock Rendezvous – 4:08
15. Baby – 4:32
16. Kann es sein? – 2:47
17. Ein Sommer nur für mich – 2:51
18. Rock'n'Roll-Übermensch – 4:47
19. Herrliche Jahre – 3:52

## Formazione
- Farin Urlaub – chitarra, voce
- Bela Felsenheimer – batteria, voce
- Rodrigo González – basso, voce
- Diane Weigmann – seconda voce nella traccia 11